# 橋頭交流道
橋頭交流道，舊稱後安寮交流道，位於臺灣雲林縣麥寮鄉橋頭村，為臺灣台61線指標216公里處的交流道。南出北入匝道於2005年1月26日通車，北出南入匝道於2013年10月21日通車，可由此交流道通往六輕工業區。
|  | 216 橋頭 | 橋頭 |

## 鄰近公路
- 台17線
- 縣道153甲線
- 縣道154號
- 雲4線

## 外部連結
- 台61線橋頭交流道示意圖 （页面存档备份，存于）（交通部公路總局）